# Abram Deborin
Abram Mojsejewicz Deborin (ros. Абра́м Моисе́евич Дебо́рин, właściwie: Abram Mojsejewicz Joffe, ros. Абра́м Моисе́евич Ио́ффе; ur. 16 czerwca 1881 w Upino, Litwa, zm. 8 marca 1963 w Moskwie) – radziecki filozof marksistowski, pracownik akademicki Akademii Nauk ZSRR.

## Życiorys
Pochodził z żydowskiej rodziny mieszczańskiej. Po ukończeniu szkoły rozpoczął pracę jako ślusarz i nawiązał kontakty z robotniczymi grupami rewolucyjnymi. W 1903 wyjechał do Szwajcarii i podjął studia filozoficzne w Bernie, gdzie w 1908 roku ukończył studia na Wydziale Filozoficznym Uniwersytetu w Bernie. Od 1903 był członkiem partii bolszewickiej, a w 1907 pod wpływem Jerzego Plechanowa przeszedł do partii mienszewików. W 1908 powrócił do Rosji.
W 1915 ukazała się jego pierwsza książka Wstęp do teorii materializmu dialektycznego. Po rewolucji październikowej Deborin opuścił szeregi mienszewików, poświęcił się pracy naukowej, dydaktycznej, wydawniczej. Pracował na Uniwersytecie im. Swierdłowa, w Instytucie Czerwonej Profesury, Instytucie Marksa i Engelsa. Był współzałożycielem i wieloletnim redaktorem pisma "Pod znamieniem marksizma", biorąc udział we wszystkich niemal dyskusjach odbywających się na jego łamach (szczególnie znany jest tu spór "mechanicystów" z "dialektykami", którym przewodził właśnie Deborin). W końcu lat dwudziestych Deborina i jego zwolenników nazywano „filozoficznym kierownictwem”, ponieważ kierowali oni czasopismem "Pod znamieniem marksizma" i większością filozoficznych instytucji w kraju.
W 1928 Deborin został członkiem WKP(b), a w 1929 członkiem Akademii Nauk ZSRR. Komitet Centralny WKP(b) w swojej uchwale z 15 stycznia 1931 r. ocenił krytycznie działalność czasopisma "Pod znamieniem marksizma". Uchwała ta stwierdziła także, że grupa Deborina w ujmowaniu szeregu problemów zeszła „na pozycje mieńszewizującego idealizmu”, co dla Deborina oznaczało utratę czołowej pozycji w filozofii radzieckiej. Zrezygnował wówczas z większości funkcji i poświęcił się całkowicie pracy naukowej.
W 1961 Deborin został uhonorowany odznaczeniem państwowym.

## Główne dzieła
- Wstęp do teorii materializmu dialektycznego (1915; wyd. pol. 1959);
- Lenin kak myslitiel (1924);
- Dialektika i jestiestwoznanije (1930);
- Socjalno-politikije uczenije nowogo wriemieni (1958);
- Fiłosofija i politika (1961; wyd. pol. 1969).